# 岩村田祇園祭お船様祭り
岩村田祇園祭（いわむらだぎおんさい、いわむらだぎおんまつり）は長野県佐久市岩村田の夏祭り。荒宿地区が中心となる祇園祭である。祭の中で行われるお船様祭り（おふなさままつり）は「岩村田祇園におけるお船様祭り」として佐久市指定無形民俗文化財となっている。

## 歴史
伝説では、大井城の「船姫」が自分の獅子顔を気にして、7月に崖から湯川に飛び込んで自害したという。しかし、死の直前に、自分の命と交換に、領内に流行する疫病撲滅を祈ったので、神の力により、白鷺に変身し、疫病も消滅したという。姫が自害した崖を「獅子岩」（ししいわ）といい、その下の淵を「御船ケ淵」（おふねがふち）と呼び、姫が常に着ていた着物が流れついた場所を「常木」（つねぎ）という。姫の遺体は石に変化し、その石を「立石」（たていし）という。その石の付近には美女の遺体があったので、船姫の生まれ変わりの姿だと言われた。姫の実家は、軽井沢の借宿にあったが、死を悲しんだ借宿の巨岩が急に動き出し、湯川を下り、岩村田の御船ケ淵の左岸で止まった。この石を「御船石」（おふねいし）といい、姫の命日の夜には悲しい泣き声を発するという。なお、御船石の姿や、経緯などから、つぶらな石という意味の「円石（つぶらいし）」と呼んだが、後の時代に豆牟禮石（つむれいし）や、潰石（つぶれいし）と表記するようになった。特に潰石は字名にもなっている。
応永5年（1398年）に、大井氏が尾張国の津島神社より祇園を岩村田に迎えた。以降、祇園祭とお船祭りを一緒に行うようになったという。獅子岩や御船ケ淵は、岩村田割元家の所有地であるので、以来、命日に割本邸で神事や振舞等を行っている。この時には江戸時代から清酒、豆腐、鰻、甘茶（天茶）を提供することになっている。割元邸は、祭礼当日の神職の更衣、入浴、食事、休憩の場所でもある。
姫の命日には、荒宿にお船様を奉安するが、鷺飾は、獅子岩や御船石などの方向（丑寅）を向かせる。御船様の場所から城や湯川へ向かう道を「鷺小路」と呼ぶ。御船様の北側には、若宮神社から出御した神輿が一晩だけ奉安されるが、その下をくぐると、姫の加護で疫病にならないという。　
神輿は本来は荒宿区の本神輿（ほんみこし）だけであったが、他の地域や、団体等の神輿も誕生した。なお、本祭礼の起源や風習等については諸説ある。
また、これらの祭礼を地元では「御祇園様（おぎょんさあ）」とか「御船様（おふねさん）」などと言う。御船様は平ら読みで、「ふ」の音を強く発音しない。

### 沿革
- 船姫亡き後、数々の不可思議な現象があり、慰霊を行うようになる。
- 応永5年（1398年） - 大井安大夫源光矩が尾張の津島神社より祇園を岩村田に迎え、祇園祭とお船祭りを一緒に行うようになったという。
- 永禄年間（1558年  ） - 戦国動乱で祇園祭中断。
- 慶長18年（1613年） - 仙石秀久公祇園祭料寄進。
- 元和元年（1615年） - 仙石秀久公祇園祭料寄進。
- 寛永年間（1624年  ） - 約70年ぶりに祇園祭本格復活。
- 寛文元年（1661年） - 御舟飾に記されている年号。
- 元禄10年（1697年） - 仙石忠政公祇園祭料寄進。祇園のお船、踊り、踊り場詳細書完成[1]。
- 宝永2年（1705年） - 祇園の祭や踊りが一日で終わらなかったので問題となる[1]。
- 正徳5年（1715年） - 祇園祭御船式次第書が町内名主年寄が完成させ役所へ提出[1]。
- 享保2年（1716年） - 祇園祭で大喧嘩や騒動発生し問題となる[1]。
- 延享2年（1745年） - 尾張津島神社より祇園牛頭天王の御神軸を割本が賜わり、今も祭礼時に奉斎している。
- 宝暦7年（1757年） - 祇園祭礼、神輿、御舟飾、由来書等の覚書を名主年寄連名で作成。
- 寛政12年（1800年） - 「年々祇園祭は華美になっているので古来より由来なきもの禁止。練りの子供の絹布は禁止。町内練り物は手軽にせよ。神輿も禁止するが、御船付の十一名には乗馬、大小帯刀、御神体立てを許可する」役所より通達。
- 天保5年（1834年） - 疫病多発、内藤正縄公が江戸で神輿奉製。二五名を派遣し神輿を佐久まで担ぐ。
- 天保15年（1844年） - 御舟飾の着物にある年号。
- 明治元年（1868年） - 祇園祭の御祭神の牛頭天王が須佐之男命に変更される。
- 明治2年（1869年） - 篠澤豊太郎滋吉近らが願主となり御船屋台を寄進。
- 大正9年（1920年） - 町内に電線が出現し御船が移動式から固定式になる。真榊は小型化しリヤカーで童女がひくが、やがて男性がひく。子供みこし誕生。
- 昭和16年（1941年） - 大東亜戦争に出陣する人が多く、真榊を牛に引かせる。
- 昭和49年（1974年） - 湯川での御水渡を中止し、本町で行うようになる。
- 昭和58年（1983年）9月1日 - 佐久市が「岩村田祇園におけるお船様祭り」を無形民俗文化財に指定[2]。
- 平成24年（2012年）6月28日 - 佐久市が「岩村田若宮神社祇園社神輿」を有形文化財に指定[3]。

## お船様の設置、解体
毎年7月に岩村田祇園祭・お船様祭りの準備を行う。町内の荒宿区では、「お船様」と呼ばれる巨大な船体のような祭礼施設を道路中央に組み立てる。船の上部には鷺飾（さぎかざり）を安置するが、これは約7.6メートルの帆柱の上に体長約2メートルの純白の鷺の人形を設置したもの。鷺は丑寅の方角を向かせることになっている。この組立を行う人達を「御船付」（おふねつき）と言い、基本的に世襲制である。祭礼で必要な木材は軽井沢町借宿の土屋家から奉納されていたが、現在は町内の山林等で調達している。船底部分には約3メートルの松の木を立て、そこに御姫様を作る。御姫様は高さ約2.5メートル、着物姿で獅子顔をしている。船縁には幕をめぐらせ、完成する。
お船様の解体は祭翌朝から行う。お船様は大正時代に電線ができたため、移動ができなくなった。この獅子頭には寛文元年（1661年）の年号がある。提灯には応永5年（1398年）の文字があるが、何回か作りかえられている。